# 杜鲁门·卡波特
杜鲁门·加西亚·卡波特（英語：Truman Garcia Capote，发音为/ˈtruːmən kəˈpoʊti/；1924年9月30日—1984年8月25日），本名楚門·史崔克福斯·珀森斯（Truman Streckfus Persons），是一位美國作家，著有多部經典文學作品，包括中篇小說《第凡內早餐》與《冷血》 。在《冷血》一書中，卡波特開創了「真實罪行」類紀實文學，被公認是大眾文化的里程碑。
而他為寫作《冷血》而調查故事眞相的曲折離奇過程，也被好莱塢拍摄成傳記電影《柯波帝：冷血告白》和《柯波帝：冷血污名》。